# Ekumenopolis
Ekumenopolis (grč.: οικουμένη = nastanjeni prostor + πόλις = grad) je pojam koji je 1967. godine skovao Constantinos Doxiadis, grčki urbanistički planer, da bi predstavio ideju da će se jednom u budućnosti sva urbana područja i velegradovi spojiti i da će postojati neprekidna jedinstvena urbana oblast koja će pokrivati cijelu površinu svijeta.
Ovakav bi svijet najvjerojatnije ili uvozio hranu s drugih planeta, ili bi se ona uzgajala u ogromnim orbitalnim ili podzemnim hidroponičnim skladištima. Civilizacija sposobna izgraditi ekumenopolis je skoro po definiciji rangirana najmanje kao tip I. na Kardaševoj skali.
Doxiadis je također osmislio scenarij, zasnovan na tradicijima i trendovima urbanog razvoja njegovog vremena, u kojem najprije predviđa europski eperopolis (grad-kontinent) koji bi postojao na području između Londona, Pariza i Amsterdama.

## U popularnoj kulturi
U znanstvenoj fantastici ekumenopolisi su često prijestolnice galaktičkih carstava. Primjeri ekumenopolisa u znanstvenoj fantastici su:
- Planet Trantor u serijalu o Zakladi Isaaca Asimova
- Planet Manhattan, Novi Berlin, Novi Tokio i Novi London iz računalne igre Freelancer
- Coruscant iz Zvjezdanih Ratova
- Denon, Nar Shaddaa i Taris iz proširenog univerzuma Zvjezdanih Ratova
- Ostaci nepoznatog napuštenog ekumenopolisa prikazanog u trilogiji The Matrix
- Cybertron iz Transformersa